# Heinz Edelmann
Heinz Edelmann (Aussig an der Elbe, 20 juni 1934 – Stuttgart, 21 juli 2009) was  een Duits illustrator en ontwerper.
Edelmann was Sudeten-Duitser en werd een bekend illustrator. Meest bekend is hij voor de artistieke regie en het ontwerp van de fictiefiguren in de animatiefilm Yellow Submarine uit 1968. Hij was tevens de ontwerper van de mascotte "Curro" voor de Wereldtentoonstelling van Sevilla in 1992.